# 李慧玲
李慧玲（英語：Siring, Li Wei-Ling，1965年10月4日—），香港傳媒人，曾在商業電台主持Phone-in節目《左右大局》、《左右亂局》及《在晴朗的一天出發》至2014年被解僱。
早年於《明報》工作，並且出任新聞總監，2001年3月起在《蘋果日報》出任總編輯助理，其後在商業電台主持Phone-in節目《左右大局》、《左右亂局》及《在晴朗的一天出發》至2014年被解僱。 現時主要在《D100》開咪及在《明報》及《am730》撰稿，著作有《新官場現形記》、《左右大局》。

## 明報時期
李慧玲在查良鏞旗下《財經日報》做暑期工，未滿3個月獲賞識得到記者的聘書，一年後被揀蟀加入《明報》，一做十多年。中學畢業後，於1986年加入《明報》擔任政治記者，雖然從未接受專業訓練，惟憑着靈敏的新聞觸覺，很快闖出名堂，報道了不少獨家新聞。最先是政治記者，然後是評論版編輯、駐北美記者、政治編輯、採訪主任，最後是新聞總監，主管《明報》新聞採訪。
期間，曾經離開香港遠赴加拿大，出任《明報》駐加拿大記者，於1990年代回流香港後，繼續為《明報》工作，從記者、政治編輯、港聞新聞主任，後來升任至新聞總監，在1996年香港特別行政區行政長官選舉前，獨家採訪羅德丞，披露他欲參與行政長官選舉的消息。

### 率先披露香港政府研究推行部長制度
1999年1月，李慧玲在《明報》披露香港政府高層正在考慮以更多合約形式聘用局長級高級官員，容許現任局長可以選擇先行退休，取回大筆退休金後，再以合約形式繼續獲得聘用，為實現部長制度邁出重要一步。2002年7月1日，香港行政長官董建華落實推行主要官員問責制，將所有司長和局長職位，由公務員改為以合約形式聘任，並需要為施政失誤承擔政治責任。

### 披露曾蔭權支持強制投票
當年是行政會議官守成員、財政司司長的曾蔭權，於1998年底在行政會議討論中提出一些政制發展的意見，特別之處是他建議於2000年香港立法會選舉破天荒實行「強制性投票」。認為中產階級及一些比較支持、滿意政府施政的人士，現時在選舉中並不踴躍投票，假如政府有方法讓這些人參與投票，將會有助於政策在社會上獲得支持。唯此建議在行政會議內得不到任何支持。行政會議另外兩位官守當然成員：政務司司長陳方安生和律政司司長梁愛詩與其他非官方的成員立場一致，均反對在2000年立法會選舉引入這項新安排，擔心這類強制性措施效果適得其反，招來香港人對香港政府怨懟；最終，上述建議被否決。

## 蘋果日報時期
李慧玲跳槽《蘋果日報》做副總編輯。2003年七一遊行前夕，她向總編輯建議將報紙變成示威海報，遊行隊伍人手一張。這一仗，她深深感受，傳媒與群眾互動的震撼。

### 協助鍾士元寫回憶錄中文版
2001年9月，香港老牌政治家鍾士元推出回憶錄，鍾士元邀請《蘋果日報》記者李慧玲協助執筆寫回憶錄中文版，而《南華早報》前記者Bernard Fong則負責譯寫英文版本。

### 被梁振英質問
梁振英在2001年擔任行政會議召集人時，李慧玲單獨前往他的辦公室做訪問。跟他侃侃而談之間，梁振英突然停住，問：「李慧玲，你的腦袋究竟在想甚麼？」李慧玲第一次讓被訪者當場「逮住」，只好老老實實回答：「你昨晚發生了甚麼事，怎麼突然有一對大大的熊貓眼？」李慧玲自此提醒自己，必須養精蓄銳後才好訪問梁振英，並表示跟梁振英做訪問實在要有無比耐心。但另一方面她表示放下做新聞的包袱時，聽梁振英用那把沉厚的嗓子鑑今辨古，講故事實在動聽。李慧玲亦在文中透露兩至三年前，曾經在周末與他吃過一頓三小時的午飯，完全沒有悶場，吃飽後深覺連腦袋都大有進益。

### 踢爆港府隱瞞竹篙灣毒泥量
2002年7月30日，《蘋果日報》獲得招標文件顯示，政府隱瞞公眾和立法會，靜悄悄地把為興建迪士尼樂園而要送往青衣處理的致癌二噁英泥土，由三萬立方米大增至四萬二千立方米，增幅高達四成。立法會兩大黨派民主黨、民建聯議員，促請政府應馬上作出交代。記者向土木工程署發言人求證時，對方原本堅持二噁英污泥的估計量由始至終都是三萬立方米，但記者翌日表明已掌握招標文件內容，發言人才證實二噁英污泥的數量估計已增至四萬二千立方米。但他解釋這純粹是「買個保險」，刻意把二噁英污泥的估計數量「報大數」，以免日後二噁英污泥增加，政府要向承辦商支付額外費用。該署相信二噁英污泥的實際數量仍是三萬立方米。

### 揭發梁錦松刻意隱瞞預先買車
2003年3月9日，《蘋果日報》報道，財政司司長梁錦松在3月5日預算案宣布大幅調高首次汽車登記稅前，購入一輛凌志名貴跑車，避過繳付新稅，被質疑是以權謀私。至3月15日，行政長官董建華指梁錦松沒有申報利益是有疏忽，但認為梁有高尚情操，對他信任，故決定挽留已提出請辭的梁錦松。
翌日（2003年3月16日），李慧玲在《蘋果日報》頭版的一篇報道《行會討論預算案內幕曝光》，成為梁錦松日後下台的關鍵。報道提及，在宣讀預算案的早上，梁錦松先向行政會議簡報預算案主要內容。期間，當衛生福利及食物局局長楊永強得悉預算案建議提高汽車首次登記稅後，即在會上申報利益他剛預訂了一輛新車，但在楊作出申報後，梁錦松依然沒作出買車申報。董建華在短短一星期口徑確實有變。董建華3月10日星期一下午會見傳媒代表，表示梁錦松做法不恰當，但純屬疏忽。當日記者曾經問董，他是否公開譴責梁？梁是否違反了問責官員的守則？董當時不予作答。事隔五天，董的聲明卻明確表示梁違反了守則，並公開批評梁，態度明顯轉變。
此篇報道一出，社會及立法會大表嘩然，質疑梁錦松是刻意隱瞞買車，以權謀私，而非一時疏忽。其後特首辦亦證實楊永強曾在行政會議上申報買車。
梁錦松終於2003年7月16日請辭，獲得行政長官董建華接納。

## 商業電台時期
2004年5月20日，都市日報報道，資深傳媒人李慧玲於6月1日起加盟商業電台，出任節目主持。李慧玲接受信報記者詢問時表示，可能會主持一個新節目，在《政事有心人》的時段播出，節目的名稱和具體內容未定，但一定會保留接聽市民來電的安排。

### 左右大局
李慧玲2004年加入商業電台第一台，自當年10月起主持黃昏時段的「烽煙節目」《左右大局》，漸漸成為新一代名嘴。經常針對香港與中國大陸時局與官員作風提出辛辣批評，並聲援被中國當局打壓的異議人士。

### 聲音黃絲帶
2005年8月，因間諜罪被拘捕的資深傳媒人程翔，曾被部分傳媒指遭有內地情婦「黃偉」及被她出賣，女主角黃偉昨現身高調反駁報道，她接受商台節目《左右大局》錄音訪問，說自己跟程翔是「非常普通的朋友」，去年認識，只見過3次面。她指那些傳媒是胡說八道，無中生有，程翔是一個非常好的人，負面傳聞對他不公平，也令她受很大傷害。
由2006年2月開始《左右大局》在商台為程翔綁上一條「聲音黃絲帶」，每天節目都為程翔計算被扣留日子:「今日，係程翔被內地關押第x日」，及邀請各界人士為程翔背書，包括民建聯蔡素玉。「聲音黃絲帶」堅持至08年程翔釋放為止，是電台歷史上最長久的節目環節，此環節更獲頒第十三屆「2008年度人權新聞獎」電台節目中文作品大獎。及後程翔在其著作寫到「在感謝同行的幫助時，不能不提的是商業電台節目《聲音黃絲帶》的主持人和製作人，以及電台的領導人。他們堅持播放這個節目一千日，直到我回港為止，這是十分難得的。當我出來後第一次聽到這個節目時，就深深被它所表達出來的那股集理性、柔性和耐性於一體的力量所震撼。它使我想起《老子》第四十三章的一句話：『以天下之至柔，馳騁天下之至堅。』正是這種無形的軟力量，一天一短句，最終促使我早日回港。」
2006年9月，李慧玲與「程翔事件關注組」在彩虹邨天主教英文中學主持「程翔祝禱會」，出席的包括程翔妻子劉敏儀、程翔關注組發言人麥齊明、天主教香港教區主教陳日君樞機、香港基督徒學會總幹事胡露茜等。他們為程翔祈禱及唱詩歌，表達希望程翔可以早日回港。劉敏儀在會上讀出一封寫給丈夫的信件。她表示，與程翔分開有五百多天，期望他可以早日平安返港，並感謝各界對程翔的關懷，相信程翔是一生清白、光明磊落、沒有損害國家利益。天主教香港教區主教陳日君樞機形容，程翔現在如被「釘上十字架」般，但相信他終會復活，與家人團聚。

### 廣播管理局發出勸諭
2009年李慧玲在節目上就陳偉業於同年5月去廣州時，問當地官員六四相關問題，批評陳「懶叻」，做法「令人鄙視」，又叫聽眾「唔好俾呢啲人呃到」。廣管局接獲投訴指李慧玲人身攻擊，審議後裁定批評不合適，可能損害陳偉業聲譽，向商台發出勸諭。

### 香港數碼廣播停播風波
於香港數碼廣播停播風波中，有一聲帶提及數碼廣播2011年5月的一次會議，當中鄭經翰有意邀請李慧玲加入，但黃楚標提及中聯辦對李慧玲之評價，指中聯辦對李慧玲非常反感，所以黃楚標不願意讓李慧玲加盟香港數碼廣播，但鄭經翰指傳媒要有獨立性，如聘請李慧玲，不能控制其言論。

### 左右亂局
為商台在2012年香港特別行政區行政長官選舉期間特別製作的早晨節目，其中一集節目邀請到唐英年太太郭妤淺出席，更在直播室與主持小儀拍下世紀大合照。

### 在晴朗的一天出發
在2012年7月,全《左右大局》組一齊調往早間同類王牌欄目《在晴朗的一天出發》。

### 被調返《左右大局》
商台2013年11月由《在晴朗的一天出發》轉任《左右大局》主持後，與黃潔慧拍檔。與她合作多年的組員全部要留在早晨，僅她一個人被調，而她不認為是正常調動，但最終無奈接受。

### 被商業電台終止合約
2014年2月12日，香港商業電台向其員工發出通告，宣佈即時終止和節目主持李慧玲的合約。該台回應外界查詢時稱：「君子相分，不出惡言。就終止李慧玲小姐合約一事，商業電台不作任何評論。」李慧玲星期四到香港記者協會會見媒體記者時稱：「我是百分之百覺得，這起事件是梁振英政府對新聞自由、對言論自由的打壓、而商台、一個持牌的廣播機構——在續牌的魔咒之下跪下來了。」
在互聯網上，「讀者齊撐！守護明報編採部」專頁表示，李慧玲崗位被強行清理。 
李慧玲在商業電台主持節目以來，言論一向針對香港政府及中國大陸，被香港泛民主派人士支持，建制派人士則認為她所主持的節目「不夠中立」，言論「極端」。李慧玲於2014年2月13日召開記者會，講述個人感受，聲稱事件背後是「梁振英政府對新聞自由和言論自由的打壓」。
當法新社報導保護記者委員會的報告時，李慧玲被解僱一事被拿來作例子，引證香港新聞自由值得關注。

## 重返蘋果日報時期

### 壹錘定音
2014年5月8日，李慧玲在Facebook表示將重返《蘋果日報》出任《壹錘定音》的節目主持，並籌劃全新的早晨烽煙節目。
2014年6月4日，《壹錘定音》正式開咪。同日為六四事件25週年。然而李慧玲於2015年12月31日在其專欄宣佈當日是她在《蘋果日報》最後一個工作天，並感謝黎智英先生在過去一年半提供一個平台讓她繼續發聲。並且表示期望有一個空檔，先休息一下，總結經驗，然後尋求下一個可能性。

## D100時期
2016年3月29日，D100節目調整，李慧玲獲邀加入《風波裏的自由PHONE》節目，準備接替於4月下旬調動主持早上節目的主持吳志森。
其後，鄭經翰安排李慧玲晉升為PBS台台長，及加入日後成立的管理委員會，處理電台營運。
2016年8月1日，《風波裏的自由PHONE》改名為《左右大局》。
2018年7月20日 李慧玲在節目《左右大局》透露，本月初收到由前特首梁振英發出的律師信，指她在6月28日的節目間的評論有誹謗之嫌，要求道歉。李慧玲已委託何俊仁的律師行代為回覆，她強調評論有可靠消息來源，而作為時評節目，自己是基於公眾利益而作出公允評論，不會道歉。

## 評價
李慧玲被視為泛民主派的支持者，因為她曾經發動聲音黃絲帶行動，支援新加坡海峽時報記者程翔，又出席七一遊行。不過，她親泛民的言行仍受到部分泛民支持者的批評，指她的立場帶有偏向性。

## 主持節目
- 《綠皮書攻略》
- 《無底深談》
- 《台灣總統選舉直播（特備節目）》（與黃永和潘小濤共同主持）
- 《左右大局》
- 《在晴朗的一天出發 - 左右亂局》
- 《在晴朗的一天出發》
- 《在晴朗的一天出發聲音專欄－風吹草動》
- 《壹錘定音》
- 《投投是道》

## 外部連結
- 李慧玲的Facebook專頁
- 李慧玲的YouTube頻道